# Julius Döpfner (Jurist)
Julius Döpfner (* 30. Mai 1875 in Mannheim; † 7. April 1936; evangelisch) war ein seit 1906 im badischen Staatsdienst stehender Jurist, der in verschiedenen Positionen tätig war.

## Leben
Julius Döpfner studierte Rechtswissenschaften an der Universität Heidelberg und Erlangen und wurde dort am 10. Oktober 1898 zum Dr. iur. promoviert. Während seines Studiums wurde er Mitglied der Landsmannschaft Teutonia Heidelberg-Rostock. Vom Frühjahr 1898 bis Juli 1901 war er in Baden Rechtspraktikant bzw. Referendar.
Am 11. Mai 1906 wurde er Amtmann beim Bezirksamt Waldshut und am 27. Mai 1910 Amtmann beim Bezirksamt Heidelberg. Ab dem 4. Juli 1914 folgte die Tätigkeit als Amtmann und Amtsvorstand beim Bezirksamt Engen. Er wurde zum 14. September 1914 zum Oberamtmann beim Bezirksamt Engen befördert. 1916 war er Dienstverweser beim Bezirksamt Eppingen und Ende 1917 bis Juni 1918 Oberamtmann und Dienstverweser beim Bezirksamt Durlach. 1919 war er Dienstverweser beim Bezirksamt Boxberg. am 2. April 1919 wurde Döpfner Oberamtmann beim Bezirksamt Mannheim und am 1. Oktober 1919 Polizeidirektor beim Bezirksamt Mannheim. Am 7. Mai 1921 wurde er in das Ministerium des Innern versetzt. Am 25. November 1921 wurde er Regierungsrat beim Oberversicherungsamt in Karlsruhe und 1924 Direktor des Oberversicherungsamtes und des Versorgungsgerichts Karlsruhe.

## Auszeichnungen
- 1916: Badisches Kriegsverdienstkreuz
- 1917: Verdienstkreuz für Kriegshilfe

## Werke
- Das Wesen der universitates facti und juris; ihre Bedeutung im praktischen Rechte, Mannheim 1899 (Diss. iur., Erlangen 1898).